# William James (évêque)
William James (1542 – 12 mai 1617) est un universitaire et évêque anglais.

## Biographie
William James obtient une maîtrise à Christ Church, Oxford, en 1565. Il est maître de l'University College d'Oxford en 1572, et vice-chancelier de l'université d'Oxford en 1581, puis de nouveau en 1590. Il devient doyen de Christ Church en 1584.
Il devient doyen de Durham en 1596, où il est témoin du déclin de l'agriculture dans le nord-est de l'Angleterre. Il est évêque de Durham à partir de 1606.
Début 1611, il assume la garde d'Arbella Stuart, le roi ayant l'intention de l'emmener au nord, à Durham. Finalement, Arbella est transférée de Lambeth à Barnet, tandis que l'évêque se dirige vers le nord, laissant James Croft en charge de la garde. Pour des raisons de santé, elle ne vient pas et est transférée à East Barnet.
L'école de Wolsingham est fondée le 19 juin 1614 par William James, évêque de Durham. Le conseil d'administration comprenait neuf propriétaires terriens qui avaient tous fait don de terres pour créer l'école de garçons (de l'époque).